# Association française des opérateurs de réseaux et de services de télécommunication
L’association française des opérateurs de réseaux et de services de télécommunication, également appelée AFORST ou AFORS Télécom est née le 12 juillet 2001 de la fusion des deux anciennes associations d’opérateurs :
- l’association française des opérateurs privés de télécommunications (AFOPT)
- et l’association française des opérateurs de services de télécommunications (AOST).

Elle regroupe Bouygues Telecom, BT, Hub Télécom, SFR, SRR, Verizon France, Naxos et DartyBox.
Son président est Alain Parker, directeur économie et régulation du groupe Bouygues Telecom.